# KERORO軍曹趣味大集合
《KERORO軍曹趣味大集合》，日文原名ケロロランド，角川書店對外發行小學生為對象的漫畫雜誌。簡稱「Keroro Land」。2012年宣布休刊。

## 『新隊員大募集』登場的K隆星人

### 特別號
- 冬天號

Saruru（サルル）
猿猴型K隆星人。
Aaruru（アルル）
護士型K隆星人，長得有點像Pururu醫護長。
Gururu（グルル）
西部牛仔型K隆星人。
- 春天號

Geruru（ゲルル）
凝膠型K隆星人
Hanana（はなな）
以花為身體特色的K隆星人。
Robobo（ロボボ）
機器人型K隆星人。

### Vol.1-Vol.7
- Vol.1

Goruru（ゴルル）
由岩石组成的K隆星人
Gororo（ゴロロ）
雷電型K隆星人。
Eruru（エルル）
畫家型K隆星人。
- Vol.2

Merara（メララ）
可以使用火焰的k隆星人，左眼被遮住
Dokuku（ドクク）
在159話和177話登場的氣體K隆星人
Rirara（リララ）
手持苦无和卷轴的忍着型K隆星人
- Vol.3

Metata（メタタ）
黑星小队领袖，机器K隆星人
Samama（サママ）
酷似夏美的K隆星人
Oyoyo（オヨヨ）
擅长游泳的K隆星人，是个游泳教练
- Vol.4

Nyonyoro（ニョニョロ）
白色独眼K隆星人
Piroro（ピロロ）
头部左半部分是红色，右半部分是黑色，身体颜色恰好相反的K隆星人，瞳孔中间有×，站在一个绿色的球上
Nuii（ヌイイ）
布偶型K隆星人。188話與Gyororo一起登場，介紹詳見Syurara軍團。
- Vol.5

Firuru（フィルル）
Putata（プタタ）
159話和161與Mekeke一起登場，塗鴉型K隆星人。介紹詳見Syurara軍團
Toriri（トリリ）
鸟型K隆星人，左眼瞳孔蓝色，右眼瞳孔黄色，手部是翅膀
- Vol.6

Mahaha（マハハ）
骑着黑色机器龙的骑士型K隆星人
Mukaka（ムカカ）
总是生气的K隆星人
Gitata（ギタタ）
手持红色吉他，有着闪电胡须的K隆星人
- Vol.7

Foruru（フォルル）
Shisusu（シスス）
foruru的盟友，手持法杖
Syurara（シュララ）

### Vol.8-Vol.14
- Vol.8

Gyororo（ギョロロ）
在動畫版159話和161話以雙眼登場，188話與Nuii一起登場。介紹詳見Syurara軍團
Purara（プララ）
Kuwawa（クワワ）
头顶有甲虫触角的灰色K隆星人
- Vol.9

Farara（ファララ）
法老型K隆星人，腿部被纱布包围
Chanana（チャナナ）
中式僵尸型K隆星人，耳朵是怪手
Kagege（カゲゲ）
- Vol.10

Ushishi（ウシシ）
Ripopo（リポポ）
手持话筒，戴橙色鸭舌帽的K隆星人，是一位记者
Jyoriri（ジョリリ）
- Vol.11

Mekeke（メケケ）
Pamumu（パムム）
熊猫型K隆星人
Yukiki（ユキキ）
- Vol.12

Kanene（カネネ）
喜欢撒钱的金色K隆星人
Myouu（ミョウウ）
僧侣K隆星人，左眼黑色，右眼白色，瞳孔的颜色正好相反，黑星小队成员之一
Kabubu（カブブ）
- Vol.13

Utata（ウタタ）
头顶长有橄榄树，戴着蓝色墨镜，手持吉他，喜欢唱歌的老年K隆星人
Takoko（タココ）
黑眼睛，四肢都是章鱼触手，有章鱼嘴巴的K隆星人
Patete（パテテ）
- Vol.14

Forere（舊名：Moriri）(フォレレ（舊名：モリリ）)
头部和肚皮上都长树的K隆星人
Rifufu（舊名：Hapapa）(リフフ（舊名：はぱぱ）)
头顶有大型树叶，手持竹剑的K隆星人
Pegigi（ペギギ）
企鹅型K隆星人，尖嘴

### Vol.15-Vol.21
- Vol.15

Kyurara（キュララ）
背部有蝙蝠羽翼的吸血鬼型K隆星人
Furara（フララ）
机器K隆星人，眼部为黄色
yobobo（ヨボボ）
拄着拐杖的老年K隆星人
- Vol.16

Nababa（ナババ）
喜欢香蕉的K隆星人
Kariri（カリリ）
喜欢吃咖喱的K隆星人
Rajiji（ラジジ）
- Vol.17

Nyugaga（ニュガガ）
Monono（舊名：Kuroro）(モノノ（舊名：クロロ）)
黑白K隆星人，手持红色和蓝色的酷似棒棒糖的东西
Yotsutsu（ヨツツ）
尾巴有四叶草的K隆星人，耳朵也是四叶草
- Vol.18

Desusu（デスス）
頭頂戴著骨頭做成的帽子，披着破损的披风，手持镰刀的K隆星人
Bororo（ボロロ）
全身上下貼滿許多交叉ok蹦的K隆星人。
Hikaka（ヒカカ）
长相怪异的K隆星人
- Vol.19

Kunono （クノノ）
手持星星状黄色苦无还有飞刀的女忍者K隆星人
Supapa （スパパ）
披着斗篷的拥有超能力的K隆星人
Beriri （ベリリ）
头顶绑有草莓的K隆星人
- Vol.20

Kyububu （キュブブ）
由正方体组成的K隆星人，眼睛也是方的
jizozo （ジゾゾ）
Torara （トララ）
老虎型K隆星人
- Vol.21

Maii（マイイ）
头顶有蜗牛触角的K隆星人，用绳子牵着蜗牛壳
Patsutsu（パツツ）
Ididi（イディディ）
印第安人型K隆星人

### Vol.22-Vol.28
- Vol.22

Myujiji （ミュジジ）
```
一个音乐指挥家，眼睛有音符
```

Warara（わらら）
```
穿着和服的K隆星人
```

Tonana（トナナ）
```
手持剑和盾牌的骑士型K隆星人
```

- Vol.23

Urara（ウララ）
Poriri（ポリリ）
```
警察型K隆星人
```

Hiroro（舊名：Kameme） (ヒロロ（旧名：カメメ）)
戴着假面且有黄色披风的K隆星人，
- Vol.24

Pekeke（ペケケ）
Seshushu（セジュジュ）
Herara（ヘララ）
- Vol.25

Shihaha（舊名：Junn） (シハハ（旧名：ジェソソ）)
Shimama（シママ）
barara（バララ）
- Vol.26

Rakiki（Huatoto）(ラキキ（旧名：ファトト）)
Buroro（ブロロ）
手持由乐高积木组成的棒子，帽子是大型乐高积木的K隆星人
Kagigi（カギギ）
帽子套着钥匙，左手持钥匙右手持锁的K隆星人
- Vol.27

Uroro＆Rokoko（ウロロ&ロココ）
鱼形K隆星人，可以在水下游泳
Gachacha（ガチャチャ）
头是扭蛋机，肚皮上有钱孔的K隆星人
Churiri（チュリリ）
外貌酷似街头霸王里的春丽的K隆星人
- Vol.28

Zakoko（舊名：Setoto）(ザココ（旧名：セトト）)
Bototo（舊名：Petoto）(ボトト（旧名：ペトト）)
体内装有水，头顶有瓶盖的K隆星人
Gurere（舊名：Gunana）(グレレ（旧名：グナナ）)

### Vol.29-Vol.35
- Vol.29

Mekuku(メクク)
喜欢涂口红的美女K隆星人
Kabobo(カボボ)
带着南瓜套，提着灯笼的K隆星人
Chibibi(チビビ)
个子比普通K隆星人要矮，有五个
- Vol.30

江戶戶（Edodo）(江戸戸（えどど）)
Ameme(アメメ)
手持大棒棒糖的K隆星人
juee(ジュエエ)
带着钻石项链且头顶有两个钻石的K隆星人
- Vol.31

Harere(ハレレ)
Chakuku(チャクク)
Rububu(ルブブ)
- Vol.32

Kopopo(コポポ)
耳朵是两个音箱，手持话筒的K隆星人
Hevivi(ヘヴィヴィ)
穿着重装甲的K隆星人
Enunu&Esusu(エヌヌ&エスス)
头部是磁铁的两个K隆星人，前者头上的磁铁有N标志，后者有S标志，两人的磁铁一旦靠近就会吸在一起
- Vol.33

Shogigi(ショギギ)
Tsurara(ツララ)
Shisasa(シササ)
Shishishi(シシシ)
- Vol.34

Sumimi(スミミ)
Komama(コママ)
Shimama(しまま)
- Vol.35

Amimi(アミミ)
Wiruru(ウィルル)
Munn(ムンン)

## 四格漫畫單行本
於本雜誌連載的四格漫畫的單行本。內容為《KERORO軍曹》公式漫畫選集。
- （角川Comics Ace Extra）

| 冊數 | 角川書店      | 角川書店               | 封面致敬作品 |
| 冊數 | 發售日期      | ISBN                   | 封面致敬作品 |
| ---- | ------------- | ---------------------- | ------------ |
| 1    | 2006年2月22日 | ISBN 978-4-04-713798-1 | 小雙俠       |
| 2    | 2007年2月22日 | ISBN 978-4-04-713913-8 | 小雙俠       |
| 3    | 2007年7月24日 | ISBN 978-4-04-713971-8 | 喷嚏大魔王   |

- （角川Comics Ace）

| 冊數 | 角川書店       | 角川書店               | 封面致敬作品 |
| 冊數 | 發售日期       | ISBN                   | 封面致敬作品 |
| ---- | -------------- | ---------------------- | ------------ |
|      | 2008年2月22日  | ISBN 978-4-04-715035-5 | 瑪利歐系列   |
|      | 2008年11月21日 | ISBN 978-4-04-715139-0 | 八點全員集合 |
|      | 2009年2月24日  | ISBN 978-4-04-715188-8 | 寶塚歌舞劇團 |
|      | 2010年2月24日  | ISBN 978-4-04-715392-9 | 死亡遊戲     |

## 相關項目
- Keroro軍曹
- KEROKERO ACE

## 外部連結
- （日語）角川書店紹介
- （日語）Keroro秘密基地* （日語） （页面存档备份，存于）
- （中文）博客來搜尋 （页面存档备份，存于）(中文)